# Psilomorpha divisus
Psilomorpha divisus là một loài bọ cánh cứng trong họ Cerambycidae.